# 加地綾乃
加地綾乃（1991年4月28日—），日本女性配音員。出身於愛知縣名古屋市。swallow（Pony Canyon旗下聲優事務所）所屬。身高152cm。

## 人物簡介
2012年大型唱片公司Pony Canyon舉辦的第1屆聲優選拔鼓勵獎得主。
興趣：動畫鑑賞、旅行、唱卡拉OK、散步。特長：插圖。

## 演出作品
※粗體字表示說明飾演的主要角色。

### 電視動畫
2013年
- 萌萌侵略者（童年玩伴、普拉丁）
- 鑽石王牌（蒼月若菜）

2014年
- 櫻Trick（下級生、便利商店店員）

2015年
- 鑽石王牌 -SECOND SEASON-（蒼月若菜）

2016年
- DAYS（女子）

2019年
- 臨死!! 江古田（日语：臨死!!江古田ちゃん）（猛禽）
- 鑽石王牌 actII（蒼月若菜）
- 非洲的動物上班族（鹿主持人）

2020年
- SHOW BY ROCK!! 活力棉花糖!!（バンジー）

### 遊戲
2014年
- 叛逆之刃（席諾比）

2015年
- Guardian Clash（摩根、娜芙蒂）

2016年
- 三國志物語（簡雍）
- ALICE ORDER（木村壹香）
- 卡利古拉 -Caligula-

2018年
- 卡里古拉：過量強化 -Caligula Overdose-
- GOD EATER RESONANT OPS（達里婭）

### 旁白
- 出川WHY（2018年5月15日、5月22日）
- 前職： ～何？～（2018年12月26日）

### 廣播節目
- A&G ARTIST ZONE 鷲崎健的2h（日语：A&G ARTIST ZONE 2h）（2014年5月14日）

### 電視節目
- ANIMUSU！（日语：A応Pのあにむす!!）（2014年3月14日）

### 舞台
- 月島藍調（2013年2月8日－11日，藏前Ad lib小劇場）

## 音樂作品

### 角色歌曲
| 發行日期 | 標題   | 名義   | 曲名             | 商業搭配                                                   |
| 2014年   | 2014年 | 2014年 | 2014年           | 2014年                                                     |
| -------- | ------ | ------ | ---------------- | ---------------------------------------------------------- |
| 5月28日  | 未     | D應P   | 「未」           | 電視動畫《鑽石王牌》片尾主題曲 情報節目《ANIMUSU！》片尾曲 |
| 5月28日  | 未     | D應P   | 「SMILE ON YOU」 | 情報節目《ANIMUSU！》片頭主題曲                            |

## 腳註

## 外部連結
- swallow（Pony Canyon旗下聲優事務所）公開簡歷 （页面存档备份，存于） （日語）
- 加地綾乃的X（前Twitter） （日語）